# メガロサウルス
メガロサウルス（Megalosaurus）は、イグアノドンと並び、恐竜研究史の最初期に発見され、世界で最初に正式な名前がついた獣脚類で、メガロサウルス属の総称。体長7-10m。「大きな龍（トカゲ）」を意味する。和名は斑竜（はんりゅう）。
中生代ジュラ紀にヨーロッパ・北アメリカ・アジアなど、広範囲に分布していた肉食恐竜。二足歩行をしていた。前肢3本、後肢4本の指と鋸歯が特徴。日本でも、福岡県で断片的な化石（歯）が発見されている（メガロサウルスのものかどうか疑問視する向きもある）。
発見は最初期にもかかわらず、現在も詳しい生態が不明のままである。「メガロサウルスの化石の多くが断片的であること」「恐竜の研究が未発達だった時代に、肉食恐竜と思しき化石の多くを『メガロサウルス』として分類してしまった結果、メガロサウルスという種が、本来ならば全く別個であるはずの雑多な恐竜が含まれた“ゴミ箱”のような状況になってしまったこと」などが主な理由である。
長らくケラトサウルスなどと同様にアロサウルス上科に分類されていたが、近年になってその分類を改める動きがあり、それにあわせてメガロサウルスもメガロサウルス科に分類しなおされた。メガロサウルスはピアトニツキーサウルスなどと近縁であり、同じく原始的なテタヌラ類であるスピノサウルス類に比較的近い系統に属するとされる。

## 発見
1824年、オックスフォード大学のウィリアム・バックランドがストーンズフィールドで見つかった化石を研究。聖書に記載されていなかったために頭を悩ませたが、イグアノドンの歯の化石を発掘していたギデオン・マンテルと親交を持ち互いの研究する化石を知るに至って、大昔に巨大な爬虫類が存在していた確信を持ち、今までに見たことのない大型の爬虫類と結論し、「巨大トカゲ」を意味するメガロサウルス（Megalosaurus）と命名した。これに対し、ジョルジュ・キュヴィエが魚ではなく爬虫類と断定するには資料に乏しいと疑問を呈したが、マンテルによるイグアノドンの研究が進むに伴い疑問は解決していった。
これ以前の1677年にイギリスの博物学者ロバート・プロットが発掘し、自ら発行した本に載せていた骨がメガロサウルスの大腿骨の断面だったことも判明し、これが世界で初めて本に載った恐竜とされている。

## ギャラリー

人間との大きさ比較
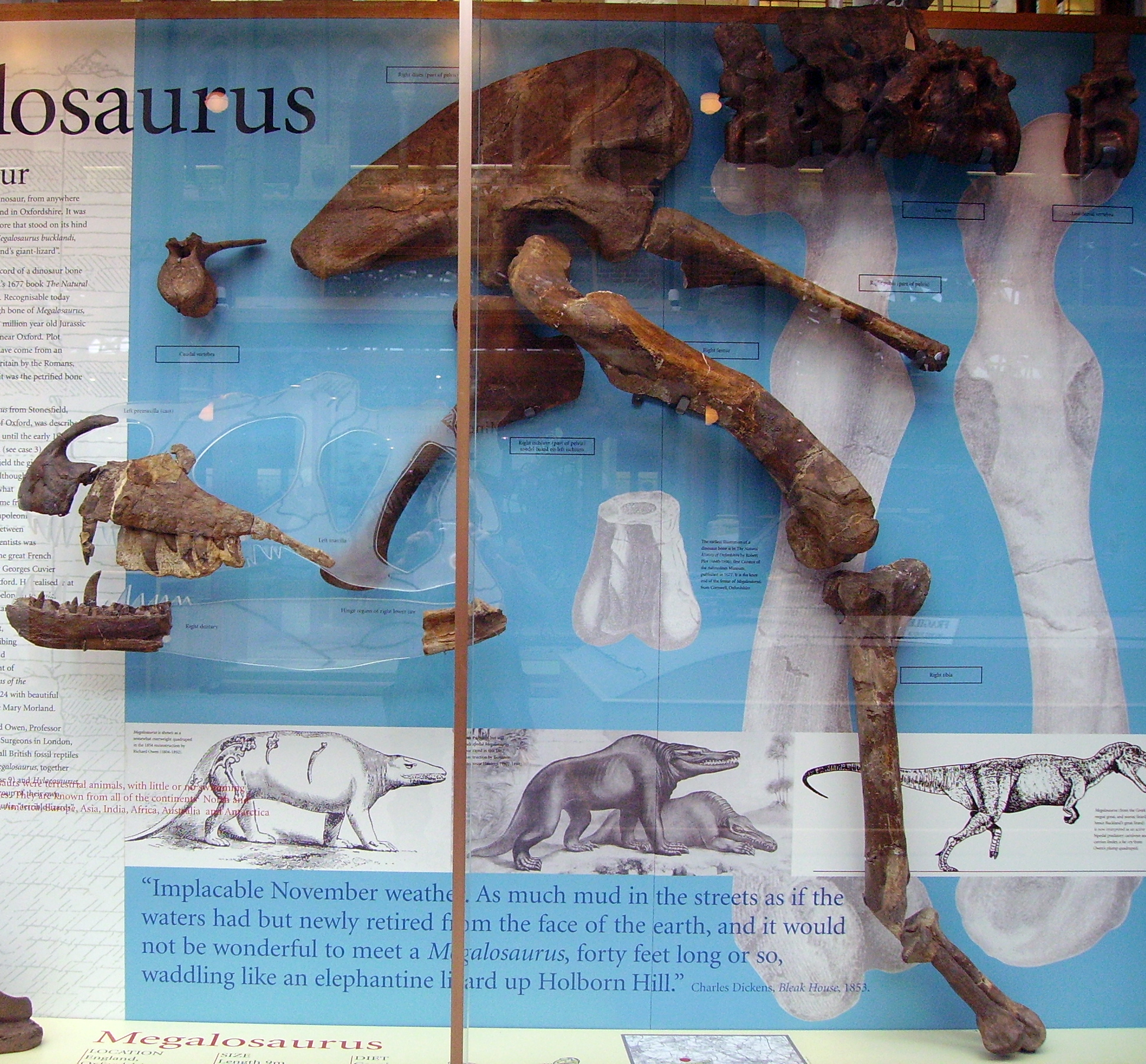
発見された化石の一部
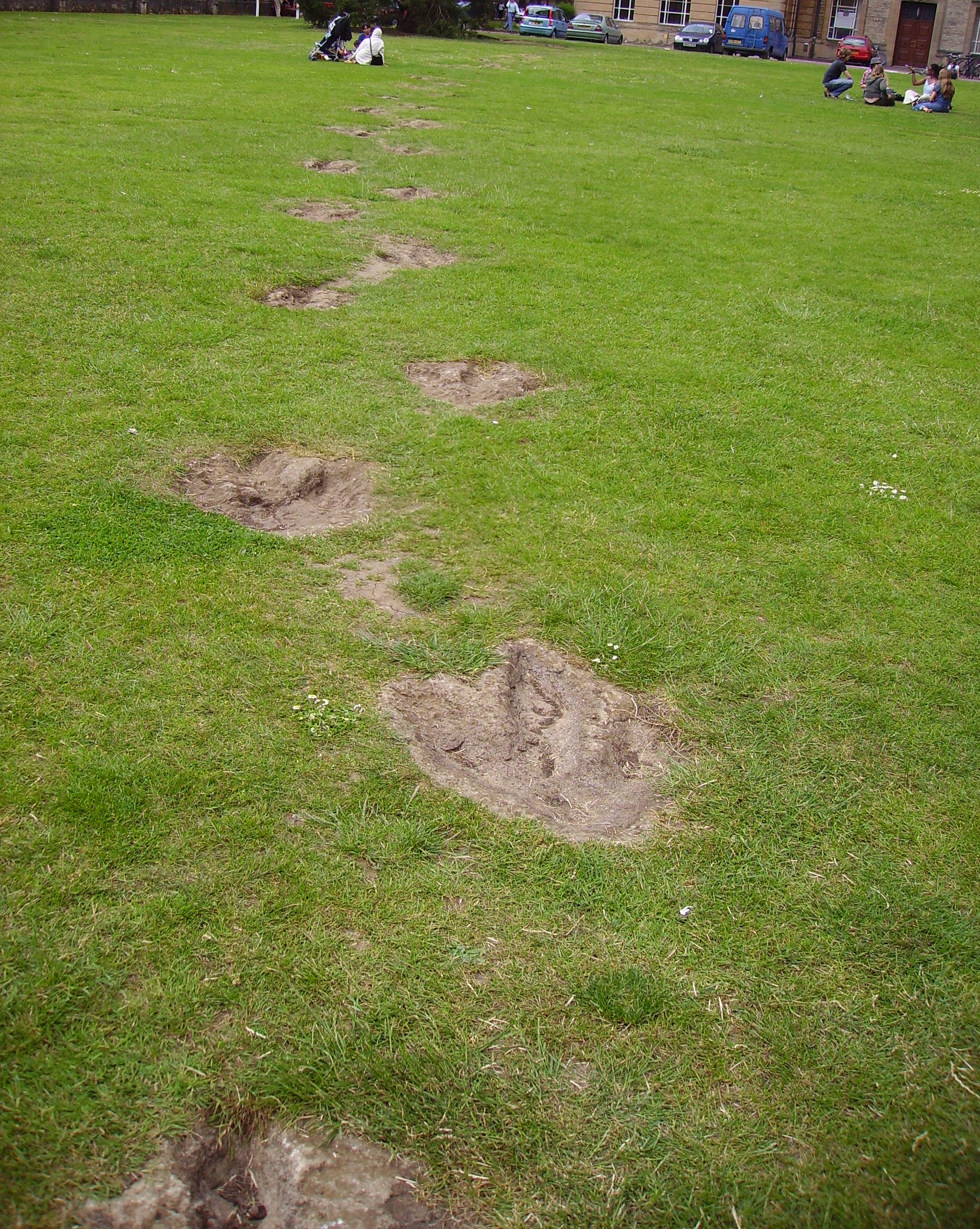
足跡
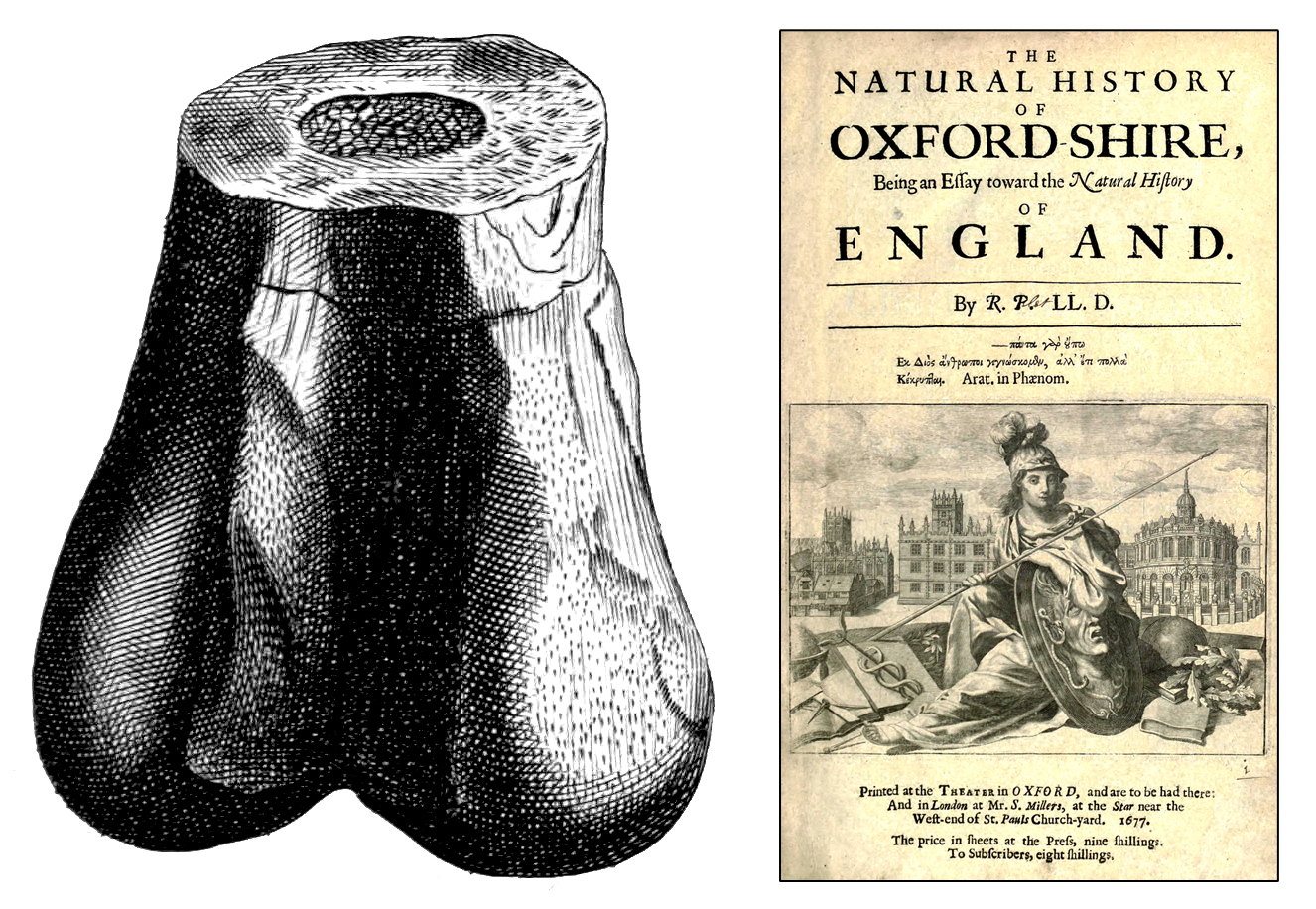
プロット自身はこのメガロサウルスの大腿骨の化石をノアの大洪水以前に生きていた巨人の睾丸と考えていた[5]。